# Martin-Baker M.B.3
El Martin-Baker M.B.3 fue un proyecto de caza británico con seis cañones de 20 mm. El fatal accidente del prototipo provocó la cancelación del programa.

## Diseño y desarrollo
Usando las lecciones aprendidas en los M.B.1 y M.B.2, James Martin y el Capitán Valentine Baker invirtieron dinero en desarrollar el diseño y la construcción para producir un nuevo aparato, el M.B.3, que estaba propulsado por un motor Napier Sabre de 24 cilindros en H y 2000 hp, impulsando una hélice de Havilland tripala de paso variable. El M.B.3 debía cubrir una especificación del Ministerio del Aire. Estaba armado con seis cañones de 20 mm montados en las alas, cada uno con 200 disparos de munición, que lo hacían el caza más pesadamente armado existente: para facilitar el mantenimiento, el armamento era muy accesible. Se ordenaron tres ejemplares para cubrir la Especificación F.18/39, que fue escrita para el modelo.
Aunque retenía las características esenciales de los diseños anteriores, el M.B.3 incluía muchas novedades: la estructura primaria del fuselaje todavía era la disposición de tubo redondo de acero, pero los paneles metálicos habían tomado el lugar de la madera y tela de los modelos previos. La construcción del ala integraba una caja de torsión y un larguero de acero laminado, que le daban una estructura fuerte y rígida con la mínima flexión. La atención a los detalles se extendió a un tren de aterrizaje controlado neumáticamente, diseñado por Martin, que era simple, robusto, efectivo y fiable. Al ser también operados los flaps alares de forma neumática, se eliminó la necesidad del sistema hidráulico, con sus inherentes peligros operacionales y problemas de mantenimiento. Los radiadores subalares tenían el del refrigerante en el lado de estribor y el de aceite en el de babor.

### Pruebas y evaluación

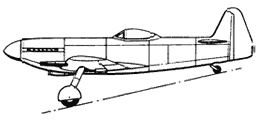
Perfil del rediseñado M.B.4 con motor Griffon.

Más tarde alistado como "Aeroplano Experimental Nº. 120" y con la matrícula R2492, el M.B.3 fue destinado temporalmente a la 26 OTU (Unidad de Entrenamiento Operativo, en RAF Wing en Buckinghamshire) para realizar pruebas y voló por primera vez el 31 de agosto de 1942. Las mismas fueron supervisadas por el Capitán de Grupo Snaith y observadas por, entre otros, los Vicemariscales del Aire Linnell y Burton. Tras su exitoso primer vuelo, llevado a cabo por el Capitán Baker, la siguiente serie de vuelos de pruebas revelaron que el M.B.3 era muy maniobrable y fácil de volar, pero el 12 de septiembre del mismo año el motor falló poco después de despegar, y el Capitán Baker, ejecutando un difícil aterrizaje forzoso para salvar el avión, se estrelló y resultó muerto.
El Unit Report informó: "El Capitán Baker acababa de despegar, cuando sufrió una inmediata pérdida de potencia. Intentando salvar el avión, realizó un aterrizaje forzoso en un campo, pero golpeó un tocón y resultó muerto".
El posterior Tribunal de Investigación encontró que la causa fue un "...fallo motriz debido a una manivela de accionamiento rota en el motor". Corrieron rumores que sugerían que el motor Napier Sabre utilizado había sido sobrecalentado en tierra. El operario George Bignall recordó: "Aunque a nadie se le permitía entrar en el hangar, pudimos verlo durante sus pruebas. Era muy rápido, y el Capitán Baker volaba muy cerca nuestro a veces, sobrevolando la pista muy bajo". Del día del accidente, declaró: "Yo estaba haciendo una modificación en un punto de dispersión, cuando el Capitán Baker despegó hacia Stewkley. Lo vi ascender y luego, de repente, el motor se paró y se estrelló intentando aterrizar".
El civil John Thornton también presenció el accidente: "A dos campos de donde Morris y yo estábamos cosechando había una pila de paja recién trillada. El MB3 la golpeó y se incendió. "Bunny" Winter, el administrador de la Cold Harbour Farm, llegó primero al lugar, pero llegamos demasiado tarde para rescatar al Capitán Baker del feroz fuego".
El Unit Report declaró que el señor Winter realmente se las arregló para retirar el cuerpo del Capitán Baker del avión.
Debido a varios retrasos y a la tardía entrega, el Ministerio consideró obsoleto al diseño y no se realizó una orden de producción.
A pesar de la pérdida del único prototipo, el diseño del M.B.3 no fue abandonado y Martin decidió diseñar el M.B.4, propulsado por un motor Griffon. El proyecto fue finalmente abandonado en favor de un diseño enteramente nuevo, que se convertiría en el Martin-Baker M.B.5.

### Legado
El diseño M.B.3 podría haber sido desarrollado en un buen avión de caza. Martin sintió la pérdida personal de su mejor amigo y compañero y "muchos consideran que fue esta dolorosa tragedia la que encendió el apasionado interés por la seguridad de las tripulaciones, que más tarde se convertiría en el eje de su vida". Dedicó el resto de la misma a la invención y desarrollo de los asientos eyectables Martin-Baker (la compañía retuvo el nombre Martin-Baker como tributo a su cofundador perdido).

## Operadores
Reino Unido
- Real Fuerza Aérea británica

## Especificaciones

### Características generales
- Tripulación: Uno (piloto)
- Longitud: 10,7 m (35 ft)
- Envergadura: 10,8 m (35,3 ft)
- Altura: 4,6 m (15 ft)
- Superficie alar: 24,3 m² (261,6 ft²)
- Peso vacío: 4188 kg (9230,4 lb)
- Peso cargado: 5215 kg (11 493,9 lb)
- Peso máximo al despegue: 5484 kg (12 086,7 lb)
- Planta motriz: 1× motor lineal de 24 cilindros en H refrigerado por líquido Napier Sabre.
  - Potencia: 1500 kW (2068 HP; 2040 CV)
- Hélices: de Havilland-Hydromatic tripala de velocidad constante

### Rendimiento
- Velocidad máxima operativa (Vno): 668 km/h (415 MPH; 361 kt) a 6096 m (20 000 pies)
- Alcance: 1800 km (972 nmi; 1118 mi)
- Techo de vuelo: 12 000 m (39 370 ft)
- Régimen de ascenso: 19 m/s (3740 ft/min)

### Armamento
- Cañones: 

  - 6x Hispano Mk.II de 20 mm

## Aeronaves relacionadas

### Desarrollos relacionados
- Martin-Baker M.B.2
- Martin-Baker M.B.5

### Aeronaves similares
- Messerschmitt Me 309
- CAC CA-15
- P-51 Mustang
- Hawker Sea Fury
- Supermarine Spiteful

### Secuencias de designación
- Secuencia M.B._ (interna de Martin-Baker): M.B.1 - M.B.2 - M.B.3 - M.B.4 - M.B.5 - M.B.6 - M.B.7